# Eksklawy Berlina
Eksklawy Berlina – eksklawy powstałe w 1945 po podziale Berlina na sektory (1945–1990) w czasie alianckiej okupacji Niemiec. 
Było to dziesięć eksklaw należących do Berlina Zachodniego, lecz otoczonych całkowicie terytorium Niemieckiej Republiki Demokratycznej (NRD) oraz trzy eksklawy NRD w Berlinie Zachodnim. Eksklawy w większości przestały istnieć przed 1990 na skutek wymiany terenów między Berlinem Zachodnim a NRD. Tylko jedna eksklawa, Steinstücken, była zamieszkana.

## Eksklawy Berlina Zachodniego
Większe eksklawy to:
- Böttcherberg – właściwie były to trzy niewielkie obszary w południowo-zachodnim Berlinie. Jeden z obszarów (północny) obejmował fragment cmentarza. Część zachodnioberlińska oddzielona była niskim drewnianym płotem i furtką oraz tablicą informującą o granicy.
- Laßzinswiesen – eksklawa była oddzielona od Berlina Zachodniego ok. 10-metrowym pasem ziemi należącym do NRD.
- Erlengrund i Fichtewiese – to dwie eksklawy nieco na północ od Spandau Forst. Na ich terenie utworzono ogródki działkowe. Działkowicze mogli dostać się do swoich ogródków w ściśle określonych godzinach. Po przejściu przez bramkę w murze berlińskim idąc metrowej szerokości dróżką dochodzili do punktu kontrolnego i po pokazaniu odpowiedniej przepustki udawali się do jednej z dwóch (bliskich sobie) eksklaw.
- Steinstücken to jedyna zamieszkana (200 mieszkańców) eksklawa. Leżała na południe od Zehlendorfu w południowo-zachodnim Berlinie. W 1951 policja NRD zajęła eksklawę, czwartego dnia po protestach USA, wycofała się. USA stwierdziło, że wejście Volkspolizei do eksklawy będzie traktowane jako atak na USA. Stany Zjednoczone utrzymywały helikopter do połączenia lotniczego między eksklawą a Berlinem Zachodnim. Wodę i prąd do eksklawy dostarczano z NRD. W eksklawie nie było praktycznie osób przyjezdnych, wszyscy mieszkańcy się znali, co skutkowało poziomem przestępczości bliskim zeru. W 1971 doszło do wymiany terenów: na rzecz NRD przekazane zostały 15,6 ha i 4 mln marek niemieckich, na rzecz Berlina Zachodniego NRD przekazała 17,1 ha. Na skutek tej wymiany eksklawa została połączona korytarzem 20-metrowej szerokości z Berlinem Zachodnim. Granica z Berlinem Zachodnim została wydłużona o 2,5 km. Dodatkowy odcinek granicy był silnie strzeżony. Po połączeniu eksklawy prąd i wodę dostarczano z Berlina Zachodniego. Uruchomiono ponownie linię autobusową 118.
- Wüste Mark – łąka o powierzchni 21,83 ha należąca do chłopa ze Steinstücken. Otrzymał on specjalne zezwolenie rządu NRD na przejazd traktorem przez terytorium NRD z eksklawy Steinstücken do Wüste Mark.
- Falkenhagener Wiese – największa eksklawa.

Wykaz eksklaw Berlina Zachodniego z ich powierzchnią:
| eksklawa            | powierzchnia [ha] |
| ------------------- | ----------------- |
| Falkenhagener Wiese | 45,44             |
| Wüste Mark          | 21,83             |
| Laßzinswiesen       | 13,49             |
| Steinstücken        | 12,67             |
| Große Kuhlake       | 8,03              |
| Nuthewiesen         | 3,64              |
| Fichtenwiesen       | 3,51              |
| Finkenkrug          | 3,45              |
| Erlengrund          | 0,51              |
| Böttcherberg        | 0,30              |

## Eksklawy NRD w Berlinie Zachodnim
- Eiskeller – trzy eksklawy NRD w Berlinie Zachodnim.